# نی‌او
نی‌او (به ژاپنی: 仁王 Niō) یک بازی ویدئویی در سبک نقش‌آفرینی اکشن است که توسط استودیوی ژاپنی تیم نینجا توسعه یافته و در فوریه ۲۰۱۷ به‌وسیلهٔ کویی تکمو در کشور ژاپن، و سونی اینتراکتیو انترتینمنت در سراسر جهان برای کنسول پلی‌استیشن ۴ منتشر شد. نسخه کامل بازی شامل تمامی محتوای قابل دانلود در تاریخ ۷ نوامبر ۲۰۱۷، توسط کویی تکمو برای پلی‌استیشن ۴ و همچنین مایکروسافت ویندوز در دسترس قرار گرفت. نسخهٔ ریمستر بازی نیز در ۵ فوریه ۲۰۲۱ برای کنسول پلی‌استیشن ۵ عرضه شد.
داستان نی‌او دربارهٔ ویلیام آدامز افسانه‌ای، یک سامورایی انگلیسی با موهای بلوند در طول دوره سنگوکو و دوران جنگ‌های داخلی کشور ژاپن در سال ۱۶۰۰ است. آدامز، سر ادوارد کلی جادوگر را تا نبردهای پایانی دوره سنگوکو، در طول تلاش‌های توکوگاوا ایه‌یاسو برای متحد کردن ژاپن، دنبال می‌کند؛ تلاشی که با ظهور یوکای‌هایی که در هرج و مرج جنگ شکوفا می‌شوند، پیچیده می‌شود. نسخه‌های افسانه‌ای و ساختگی چهره‌های تاریخی دیگری در این بازی به چشم می‌خورد که می‌توان به هاتوری هانزو، ای نائوماسا، هوندا تاداکاتسو، ایشیدا میتسوناری، تاچیبانا مونه‌شیگه، تاچیبانا گینچیو، کورودا ناگاماسا و کورودا یوشیتاکا اشاره کرد. نی‌او داستان سامورایی شدن ویلیام آدامز و سفرش به کشور ژاپن را روایت می‌کند.
بازی با واکنش‌های مثبتی از سوی منتقدان همراه بود، که روند بازی و گرافیک آن مورد تحسین قرار گرفت اما منتقدان نسبت به داستان و گیج کننده بودن آن انتقاداتی داشتند. دنباله یا پیش‌درآمدی برای این بازی تحت عنوان نی‌او ۲ در ۱۳ مارس ۲۰۲۰، برای کنسول پلی‌استیشن ۴ منتشر شد.